# Sättsteg

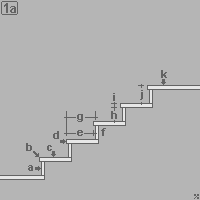
Schematisk skiss av trappa. Sättsteget är markerat "a".

Sättsteg är de lodräta delarna mellan planstegen i en trappa. Beroende på trappans konstruktion är sättstegen mer eller mindre stabiliserande men har oftast bara tätande eller döljande funktion.
Öppna trappkonstruktioner saknar sättsteg. Ibland kan man också använda sig av halva eller en-tredje-dels sättsteg, detta för att minska risken för barn och fötter att fastna mellan planstegen. Boverkets regler kräver att spalten/-erna är maximalt 100 mm (avsnitt 8:232 BBR).